# Honghuagang
Honghuagang (chinesisch 红花岗区, Pinyin Hónghuāgǎng Qū) ist ein Stadtbezirk in der bezirksfreien Stadt Zunyi in der chinesischen Provinz Guizhou. Er nimmt große Teile des urbanen Zentrums von Zunyi ein, verwaltet ein Territorium von 1.399 Quadratkilometern und hat 861.400 Einwohner (Stand: Ende 2018).

## Geographie
Honghuagang befindet sich südöstlich des Gebirges Dalou Shan, sein Relief fällt von Nordwesten nach Südosten ab. Der wichtigste Fluss ist der Xiang Jiang, der das Gebiet von Honghuagang auf einer Länge von 12,5 Kilometern durchquert und zum Einzugsgebiet des Jangtsekiang gehört.
Das Klima Honghuagangs ist subtropisch mit einer Jahresdurchschnittstemperatur von 15 °C. Honghuagang erhält im Jahresmittel Niederschläge in Höhe von 1099 Millimetern.

## Bevölkerung
Die Bevölkerungszählung des Jahres 2000 hatte eine Gesamtbevölkerung von 691.694 Personen in 200.864 Haushalten ergeben, davon 358.839 Männer und 332.855 Frauen. Die gleiche Bevölkerungszählung ergab, dass 156.838 Personen unter 14 Jahren, 499.914 Personen zwischen 15 und 64 Jahren und 34.942 Personen über 65 Jahren in Name-de lebten.
Am Ende des Jahres 2012 lebte in Honghuagang eine Gesamtbevölkerung von etwa 510.000 Einwohnern, neben Han leben in Honghuagang auch nationale Minderheiten wie Miao, Gelao und Tujia. Knapp 82 % der Einwohner werden der urbanen Bevölkerung zugerechnet.

## Administrative Gliederung
Honghuagang besteht auf Gemeindeebene per 2018 aus neun Großgemeinden und 14 Straßenvierteln. Diese sind:
- Straßenviertel Laocheng (老城街道), Wanli Lu (万里路街道), Zhonghua Lu (中华路街道), Yinghong (迎红街道), Yan’an Lu (延安路街道), Zhoushui Qiao (舟水桥街道), Zhongshan Lu (中山路街道), Beijing Lu (北京路街道), Changzheng (长征街道), Liyi (礼仪街道), Nanguan (南关街道), Zhongzhuang (忠庄街道), Xinpu (新蒲街道), Xinzhong (新中街道)
- Großgemeinden Qiangkou (巷口镇), Hailong (海龙镇), Shenxi (深溪镇), Jinding (金鼎山镇), Xinzhou (新舟镇), Xiazi (虾子镇), Sandu (三渡镇), Yongle (永乐镇), Laba (喇叭镇)[5]

Auf der Dorfebene setzen sich obengenannte Verwaltungseinheiten aus 74 Einwohnergemeinschaften und 40 Dörfern zusammen. Der Sitz der Regierung von Honghuagang befindet sich im Straßenviertel Zhongzhuang.
Mit einer Gebietsreform vom Dezember 2003 wurden zwei Großgemeinden und drei Straßenviertel vom Stadtbezirk Honghuagang abgetrennt und dem Stadtbezirk Huichuan unterstellt.

## Wirtschaft und Verkehr
In Honghuagang gibt es Vorkommen an Mangan, Schwefel, Eisenerz und Kalkstein für die Herstellung von Zement.
Die Autobahn Lanzhou–Haikou, die Autobahn Hangzhou–Ruili, die Nationalstraßen 210, 326 und die Provinzstraße 205 verlaufen über das Territorium von Honghuagang. Seit Anfang 2018 ist Honghuagang mit der Schnellfahrstrecke Chongqing–Guiyang an das Hochgeschwindigkeitsnetz der chinesischen Eisenbahn angeschlossen.

## Kultur
Honghuagang beherbergt einige Denkmäler an den Langen Marsch und die Konferenz von Zunyi.